# Erich Metze
Erich Metz (Dortmund, 7 maggio 1909 – Erfurt, 28 luglio 1952) è stato un ciclista su strada e pistard tedesco, professionista dal 1930 al 1940 e poi nuovamente dal 1951 al 1952 vinse il Deutschland Tour 1931, nello stesso anno ottenne un prestigioso ottavo posto nella classifica generale finale del Tour de France.
Su pista fu due per volte Campione mondiale del Mezzofondo, nel 1934 e nel 1938; sfortunatamente trovò la morte proprio durante una corsa su pista, ad Erfurt, a causa di una rovinosa caduta.

## Palmares
- 1930 (Opel, una vittoria)

5ª tappa Deutschland Tour (Schweinfurt > Monaco di Baviera)
- 1931 (Opel, una vittoria)

9ª tappa Deutschland Tour (Legnica > Berlino)
16ª tappa Deutschland Tour (Treviri > Rüsselsheim)
Classifica generale Deutschland Tour

### Pista
- 1933 (Opel, una vittoria)

Campionati tedeschi, Prova del Mezzofondo
- 1934 (Individuale, due vittorie)

Campionati del mondo, Prova del Mezzofondo
Campionati tedeschi, Prova del Mezzofondo
- 1935 (Individuale, due vittorie)

Campionati tedeschi, Prova del Mezzofondo
- 1936 (Individuale, due vittorie)

Campionati tedeschi, Prova del Mezzofondo
- 1938 (Individuale, una vittoria)

Campionati del mondo, Prova del Mezzofondo
- 1939 (Individuale, due vittorie)

Campionati tedeschi, Prova del Mezzofondo

## Piazzamenti

### Grandi giri
- Tour de France

1931: 8º

### Competizioni mondiali
- Campionati del mondo su pista

Parigi 1933 - Mezzo fondo: 3º
Lipsia 1934 - Mezzo fondo: vincitore
Bruxelles 1935 - Mezzo fondo: 2º
Amsterdam 1938 - Mezzo fondo: vincitore